# Scaphytopius spadix
Scaphytopius spadix är en insektsart som beskrevs av Delong 1943. Scaphytopius spadix ingår i släktet Scaphytopius och familjen dvärgstritar. Inga underarter finns listade i Catalogue of Life.